# Microrasbora rubescens
Microrasbora rubescens és una espècie de peix cipriniforme de la família dels ciprínids.
Els adults poden assolir 3 cm de longitud. És un peix d'aigua dolça i de clima tropical (21 °C-25 °C), que viu a Myanmar (Àsia).